# Osielsko
Osielsko (niem. Osielsk) – wieś w Polsce, położona w województwie kujawsko-pomorskim, w powiecie bydgoskim, w gminie Osielsko (siedziba władz gminy), przylegająca od północy do miasta Bydgoszcz.

## Opis
Obecnie pełni funkcję dynamicznie rozwijającego się przedmieścia Bydgoszczy. Na południowych krańcach wsi znajdują się zbocza Pradoliny Toruńsko-Eberswaldzkiej leżącej w granicach Zespołu Parków Krajobrazowych Chełmińskiego i Nadwiślańskiego, z których roztacza się panorama na Bydgoszcz. Na cmentarzu miejsce pamięci narodowej. Miejscowość jest siedzibą gminy Osielsko. Jest najbogatszą gminą w województwie i jedną z najbogatszych gmin w Polsce. W Osielsku mieści się Laboratorium Galenowe Avena - będące jednym z nielicznych w kraju.

## Historia
Osielsko to jedna z najstarszych osad wielkopolskich. Nadane zostało klasztorowi w Mogilnie już w 1065 roku. Około 1250 roku została założona parafia. W skład parafii około 1583 roku wchodziły wsie Czarnówka, Niemcz i Smukała. W 1844 r. w miejscu wcześniejszego drewnianego zbudowano obecny ceglany kościół Narodzenia Najświętszej Marii Panny. Na początku XX wieku dobudowano 34-metrową wieżę, kruchtę, nową zakrystię i dwie duże kaplice boczne przy głównej nawie; z poprzedniego budynku pozostało prezbiterium i część murów głównej nawy. W latach 70. w związku ze zmianami soborowymi przebudowano prezbiterium, do którego przeniesiono stół ołtarzowy z kościoła św. Mikołaja z Fordonu. Drewniany ołtarz główny pochodzi z bydgoskiego kościoła ss. Klarysek, skąd został przekazany po kasacie zakonu. Spośród wyposażenia wyróżnia się barokowy krzyż z XVII wieku oraz ołtarz boczny św. Walentego z tego samego okresu.
Około 1890 roku Osielsko miało 84 domy, 626 mieszkańców z czego 392 było katolikami, a 234 protestantami.
W latach 1954–1972 wieś była siedzibą władz gromady Osielsko. W latach 1975–1998 miejscowość administracyjnie należała do województwa bydgoskiego.

## Zabytki

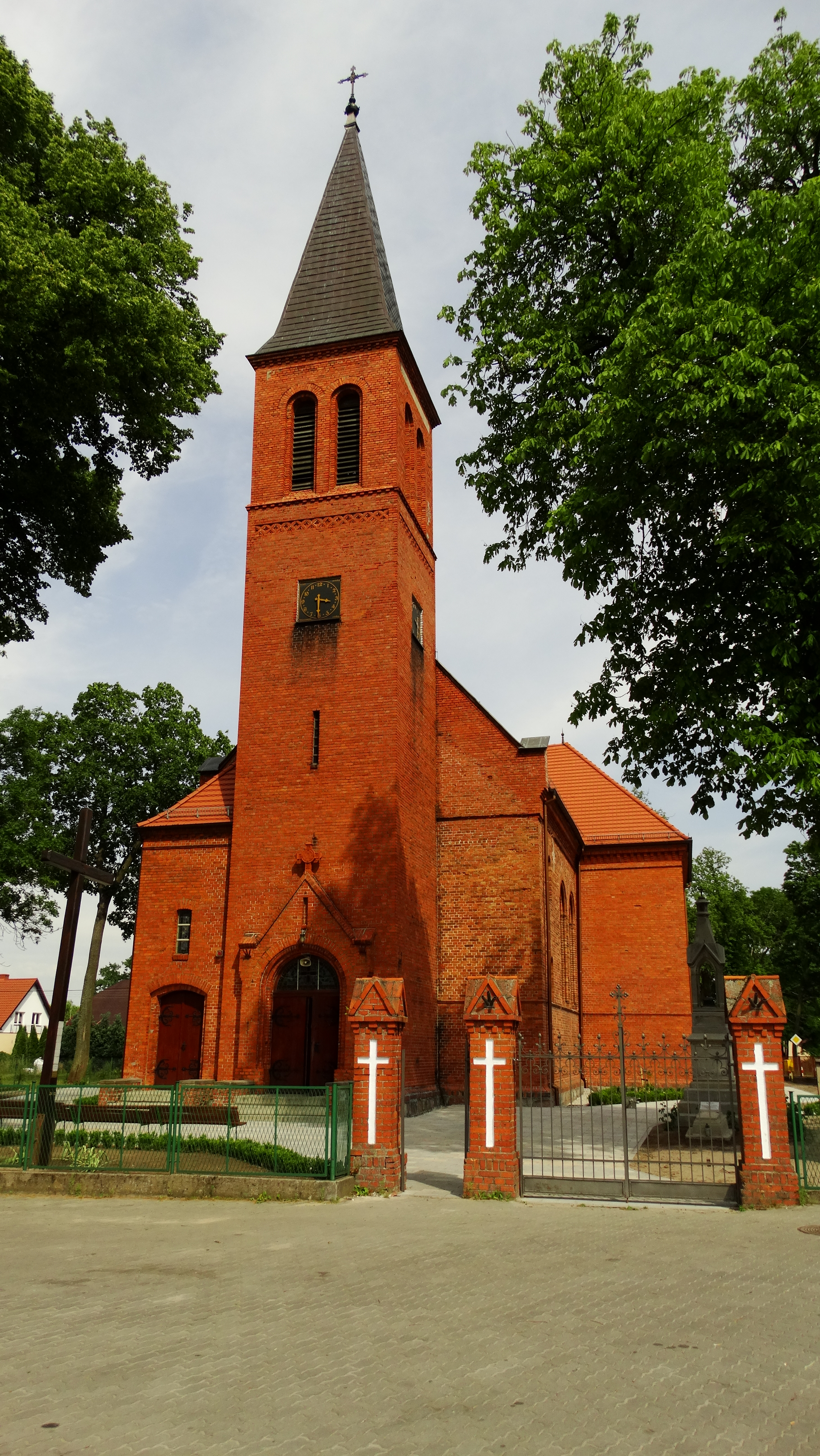
Kościół pw. Narodzenia NMP

Według rejestru zabytków NID na listę zabytków wpisane są:
- kościół parafialny pw. Narodzenia NMP, 1844, 1902, nr rej.: A/1006/1-3 z 17.05.2006
- kostnica, k. XIX w., nr rej.: j.w.
- cmentarz przy kościele, nieczynny, poł. XIX w., nr rej.: j.w.

## Turystyka
W Osielsku znajduje się węzeł pieszych szlaków turystycznych:
- Szlak żółty im. inż. Tadeusza Janickiego: Bydgoszcz Brdyujście – Las Gdański – Osielsko (9 km)
- Szlak czerwony Klubu Turystów Pieszych „Talk”: Bydgoszcz Fordon – Osielsko – Bydgoszcz Opławiec – Gościeradz (32 km)
- Szlak zielony im. inż. Pawła Ciesielczuka: Osielsko – Niemcz – most na Brdzie – Bydgoszcz Opławiec (14 km)

## Sport

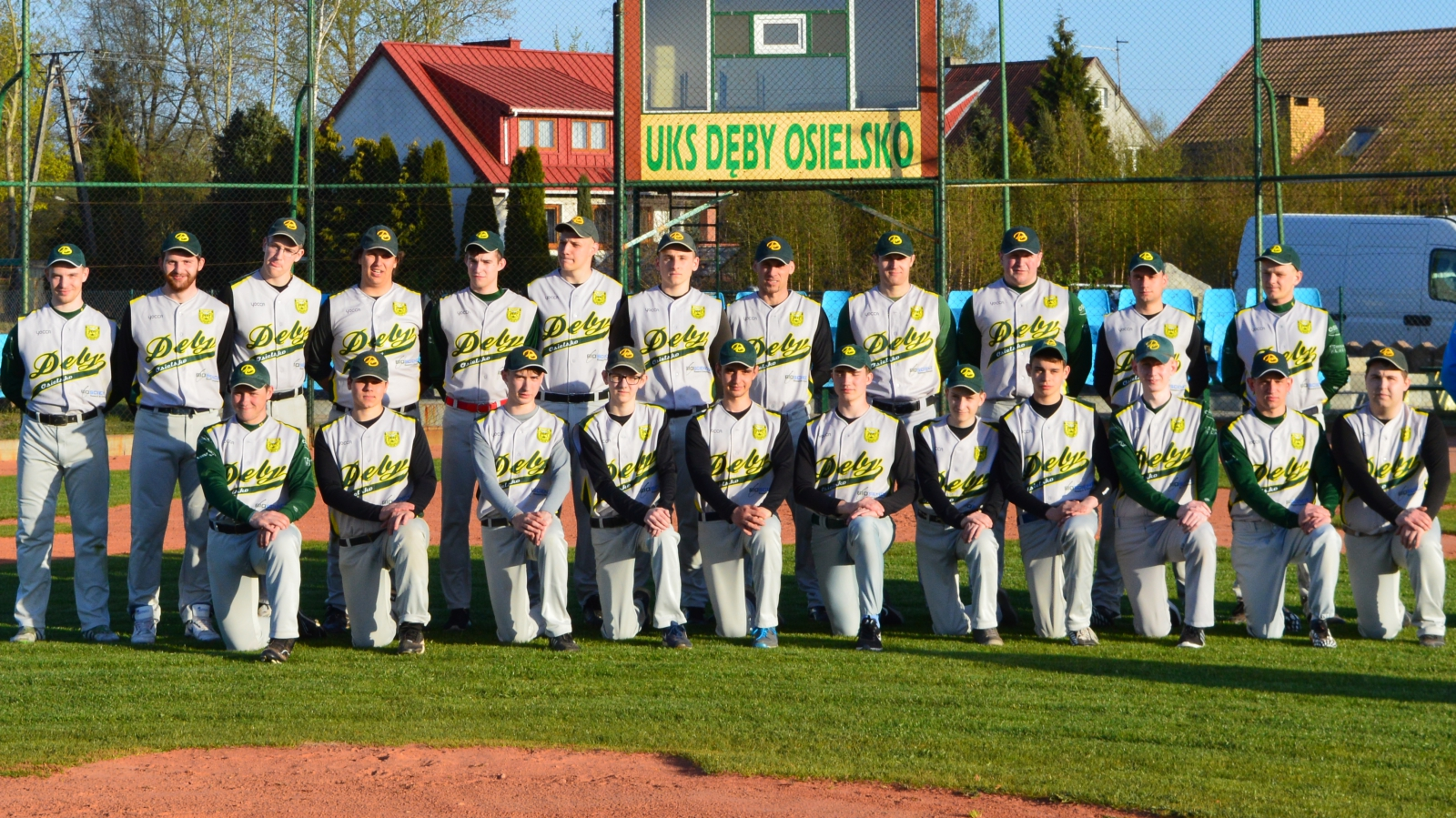
UKS Dęby Osielsko w 2015

### Kluby sportowe
W Osielsku funkcjonuje 5 klubów sportowych:
- UKS Dęby Osielsko
- Gminny Ludowy Klub Sportowy Osielsko-Żołędowo (zał. 1969, do sezonu 2011/2012: A klasa, grupa Bydgoszcz I)[10]
- KS Victoria Osielsko[11]
- KS Rekiny Osielsko
- KS Piranie Osielsko

### Infrastruktura
W Osielsku istnieje pełnowymiarowe boisko baseballowe, boisko piłkarskie (pojemność: 500 osób, wymiary: 105 × 55 m) oraz 25-metrowy basen.
W 2021 oddano do ruchu ul. Topolową, łączącą ul. Leśną z Szosą Gdańską.

## Sołectwo Osielsko
Osielsko jest najludniejszym sołectwem w gminie. Według danych z 31 grudnia 2019 r. liczba mieszkańców wynosiła 5228. W skład sołectwa wchodzą także Myślęcinek i Czarnówczyn.
Liczba mieszkańców sołectwa Osielsko w latach 2002-2019 (stan na 31.XII).
Źródło: Liczba mieszkańców Gminy Osielsko z podziałem na sołectwa i miejscowości

## Galeria zdjęć

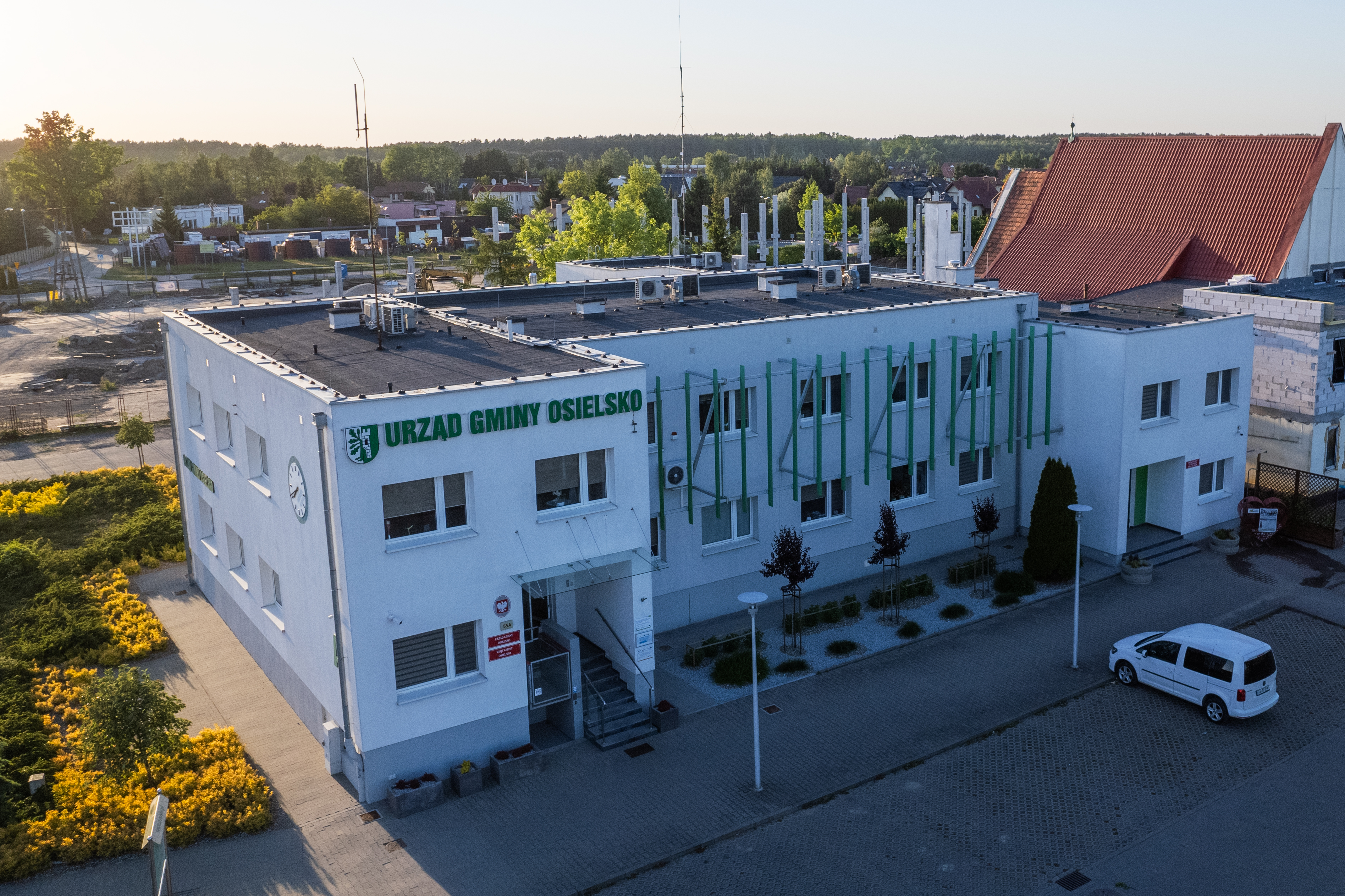
Urząd Gminy Osielsko
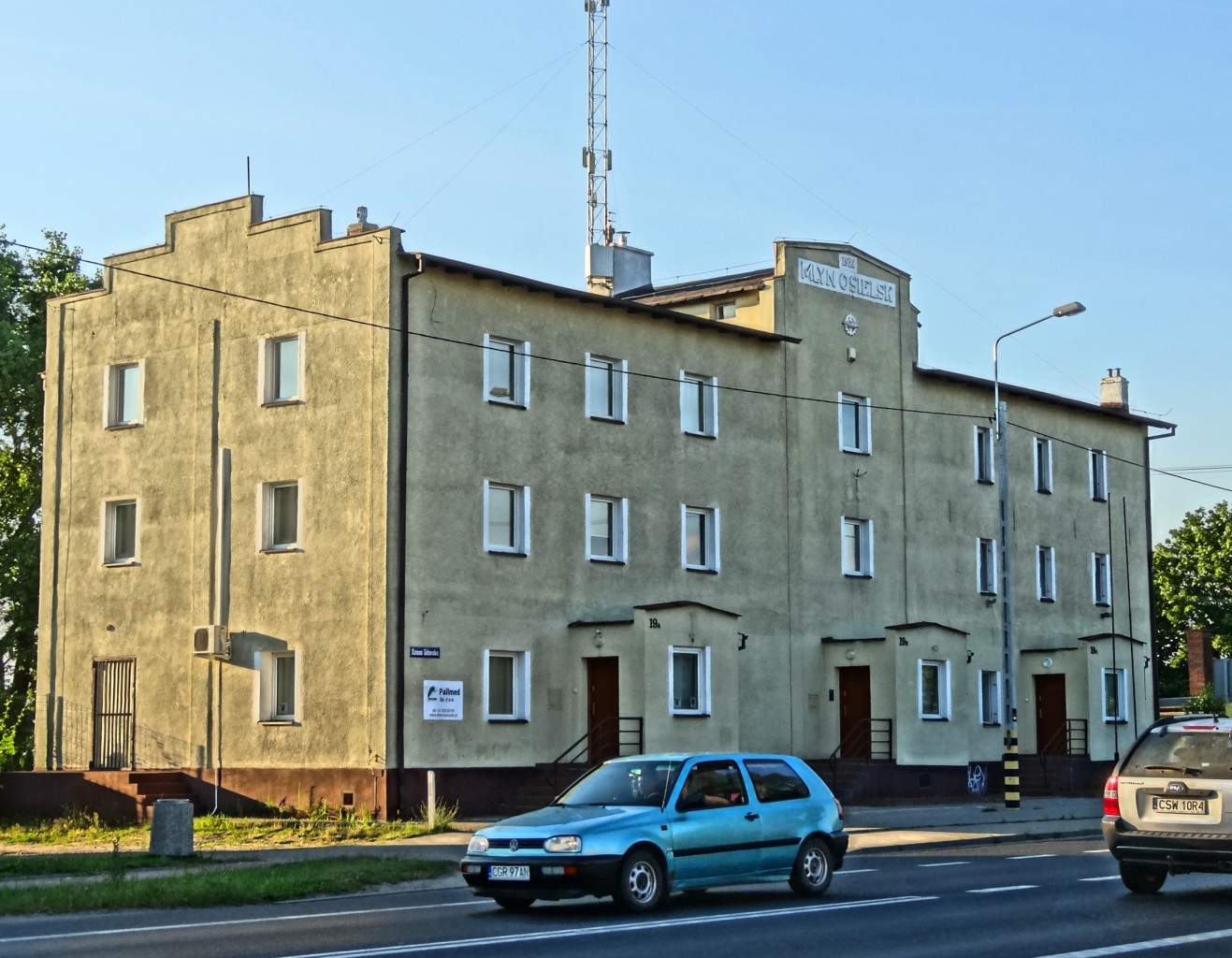
Dawny młyn (ul. Szosa Gdańska)
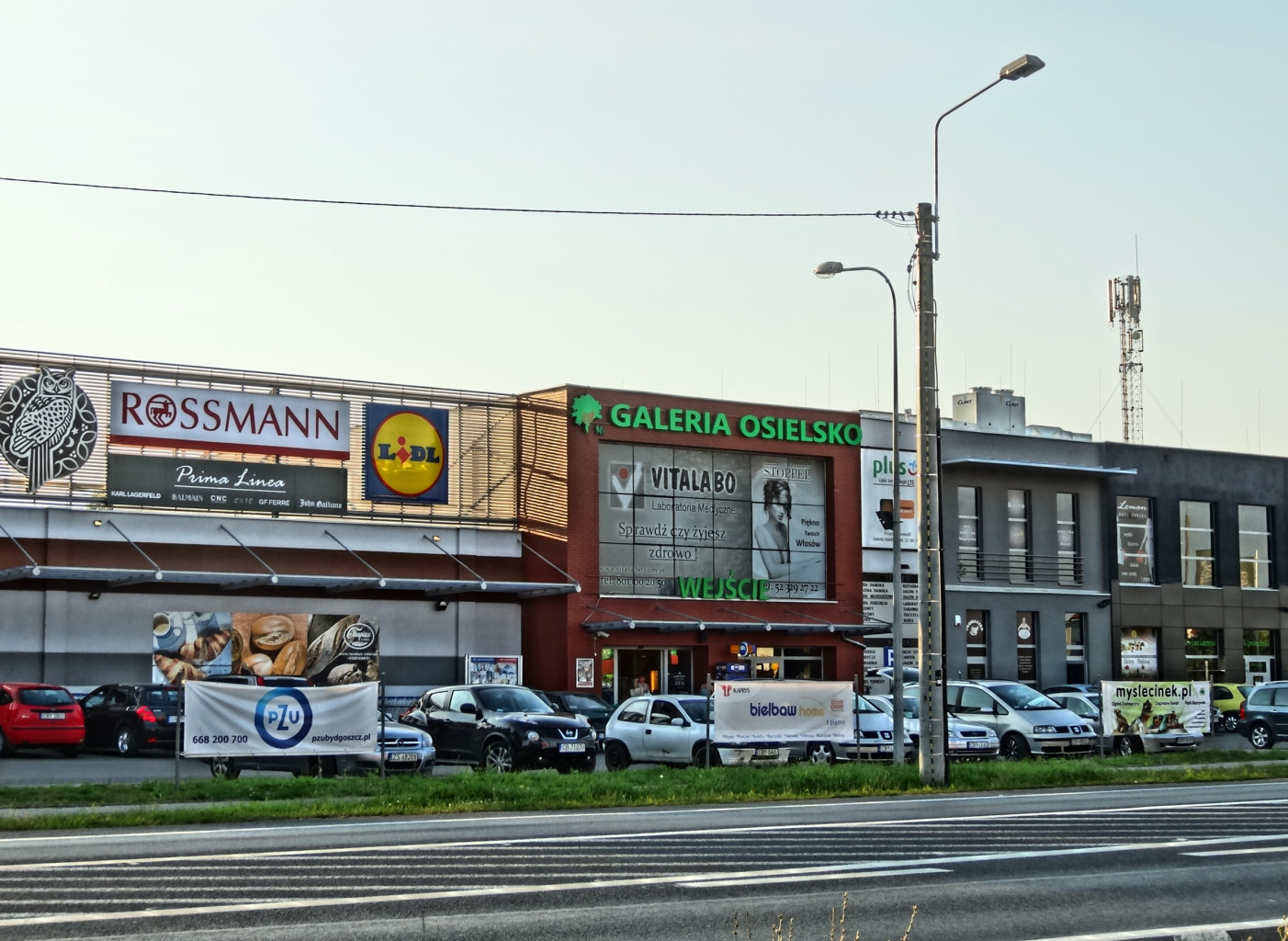
Galeria handlowa (ul. Szosa Gdańska)
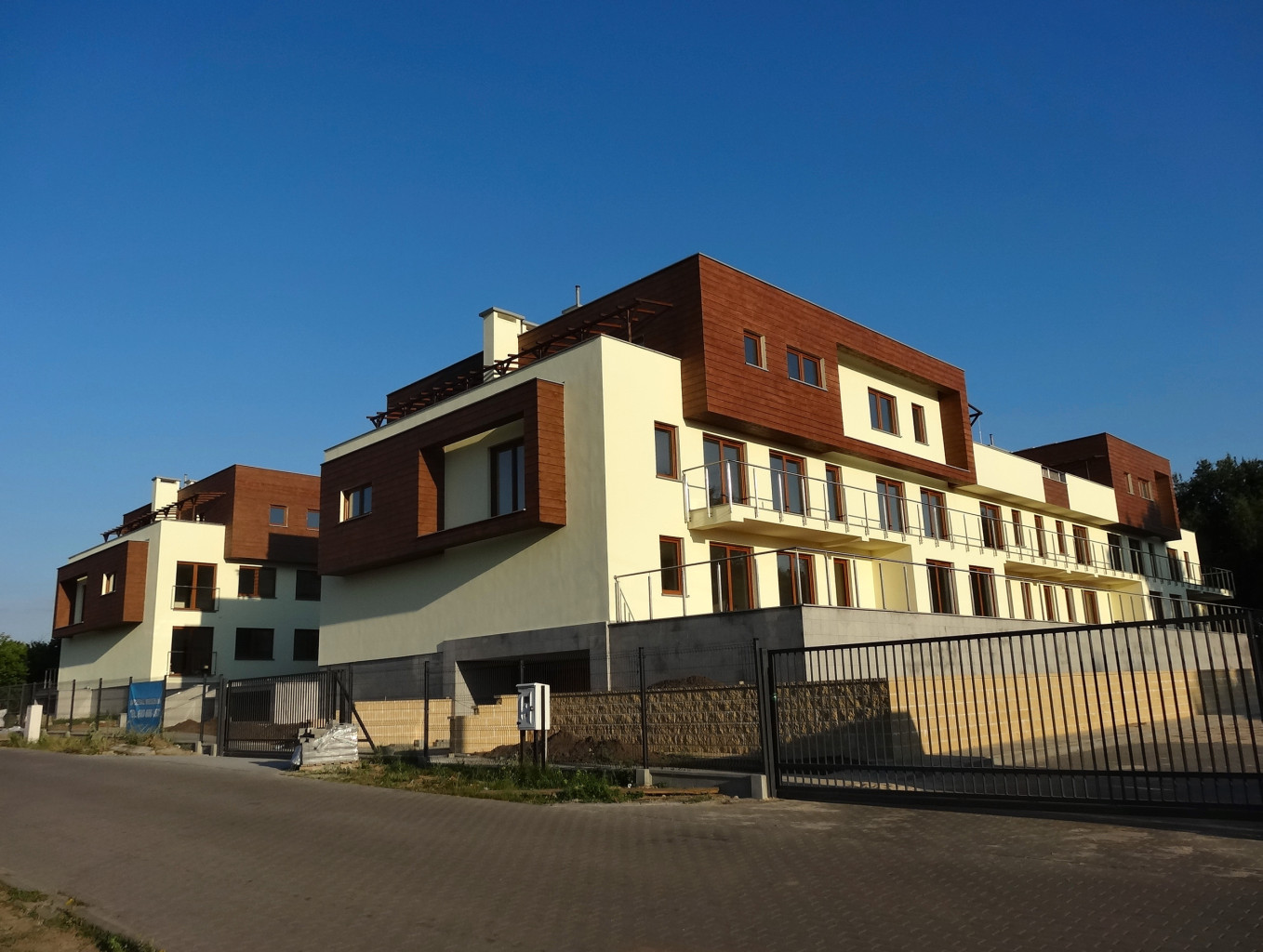
Współczesna zabudowa (ul. Tymiankowa)
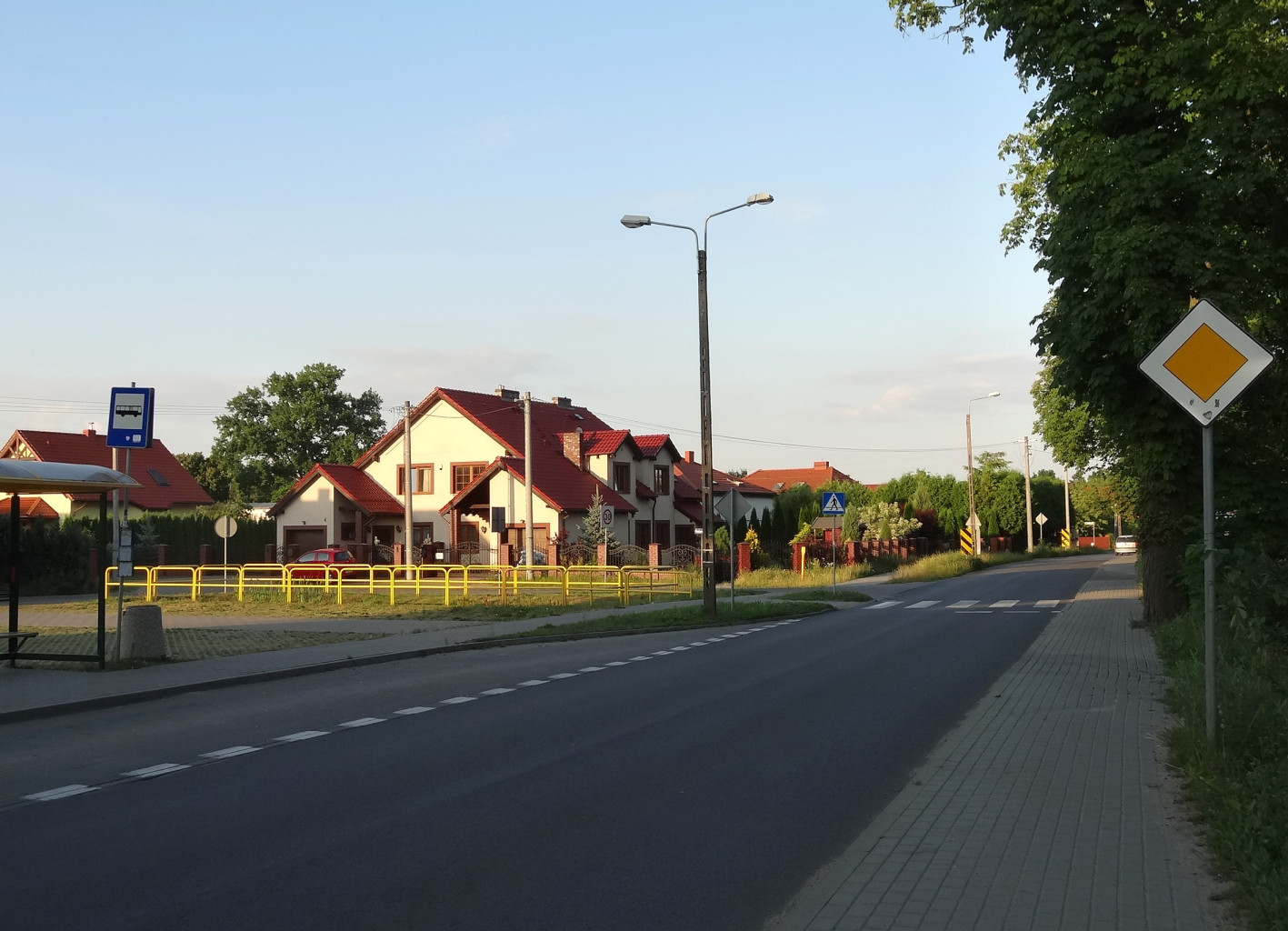
Ulica we wsi